# Ramularia chaerophylli
Ramularia chaerophylli är en svampart som beskrevs av Ferraris 1902. Ramularia chaerophylli ingår i släktet Ramularia och familjen Mycosphaerellaceae.   Inga underarter finns listade i Catalogue of Life.